# 4580 Child
A 4580 Child (ideiglenes jelöléssel 1989 EF) a Naprendszer kisbolygóövében található aszteroida. Eleanor F. Helin fedezte fel 1989. március 4-én.